# Babylonia perforata
Babylonia perforata là một loài ốc biển, là động vật thân mềm chân bụng sống ở biển trong họ Babyloniidae.

## Phụ loài
- Babylonia perforata perforata (G.B. Sowerby II, 1870): synonyms = Eburna perforata G.B. Sowerby II, 1870
- Babylonia perforata pieroangelai Cossigniani, 2008: synonyms = Babylonia pieroangelai Cossignani, 2008